# Amnestia w 1947 roku
Amnestia w 1947 roku – amnestia skierowana do żołnierzy i działaczy polskiego podziemia antykomunistycznego. Ustawa o amnestii została uchwalona przez Sejm Ustawodawczy 22 lutego 1947. Faktycznym celem amnestii była likwidacja zorganizowanego oporu przeciwników rządu. Obietnic amnestyjnych nie dotrzymano. Zebrana w toku przesłuchań wiedza posłużyła do późniejszych represji wobec ujawnionych i dotarcia do osób nadal prowadzących walkę. Łącznie amnestia objęła 76 774 osoby.
Amnestia nie obowiązywała w stosunku do członków organizacji nacjonalistycznych, takich jak Ukraińska Powstańcza Armia, które były wcześniej sojusznikami nazistowskich Niemiec.
Była to druga amnestia po II wojnie światowej w Polsce Ludowej, pierwszą przeprowadzono 2 sierpnia 1945, która po przedłużeniu trwała do 15 października 1945.

## Powód amnestii
Po sfałszowanych wyborach do Sejmu władze postanowiły zadać kolejny cios swoim przeciwnikom. Wykorzystano przy tym powszechny upadek nastrojów związany z brakiem reakcji Zachodu na fałszerstwa wyborcze i brak nadziei na odzyskanie przez Polskę niezawisłości. Amnestia miała być aktem „dobrej woli” i łaską zwycięzców nad zwyciężonymi. Do jej rozpropagowania zaangażowano potężny aparat propagandowy.

## Amnestia
Amnestia obowiązywała przez dwa miesiące, od 25 lutego do 25 kwietnia 1947. Nie przewidziano możliwości jej przedłużenia. Wykonanie ustawy amnestyjnej powierzono, podobnie jak w 1945, Ministerstwu Bezpieczeństwa Publicznego. W całym kraju przy Powiatowych Urzędach Bezpieczeństwa Publicznego powołano Państwowe Komisje Amnestyjne. Główną rolę w tych komisjach odgrywali funkcjonariusze Urzędu Bezpieczeństwa. Każdy ujawniający się zdawał broń, jeżeli taką posiadał, wypełniał szczegółowy formularz, w którym podawał swoją przynależność organizacyjną, pseudonim, imię i nazwisko, adres, stopień oraz imię, nazwisko, pseudonim i adres dowódcy.
W czasie amnestii z podziemia wyszło 53 517 osób, swoją działalność ujawniło także 23 257 osób przebywających w więzieniach. Łącznie amnestia objęła 76 774 osoby. W rzeczywistości „ankiety amnestyjne” ułatwiały aresztowania osób, które się nie ujawniły. Byli to głównie żołnierze oddziałów niepodległościowego podziemia, członkowie organizacji podziemnych oraz dezerterzy z LWP, MO, KBW i UB. Według szacunków MBP, podziemie opuściło około 90% członków Zrzeszenia Wolność i Niezawisłość i około 60% żołnierzy podziemia narodowego. Najgłośniejsze było „ułaskawienie” pułkownika Jana Rzepeckiego, oraz wstrzymanie wyroku śmierci na Michale Pobosze z Komedy Głównej Narodowych Sił Zbrojnych. Pozostali żołnierze, którzy skorzystali z amnestii to m.in. Michał Bierzyński, Henryk Flame, Józef Marcinkowski, Paweł Nowakowski, Kazimierz Paulo, Jan Tabortowski i Ludwik Więcław.  
Dla porównania – w roku 1945 podziemie opuściło tylko 30 217 osób, część z nich jednak na powrót podjęła walkę z polskimi i radzieckimi służbami bezpieczeństwa.
Po upływie terminu amnestii w 1947 w podziemiu pozostało nie więcej niż 2 000 osób. Szacunki Urzędu Bezpieczeństwa Publicznego wskazywały na znacznie mniejszą liczbę: około 250 partyzantów działających w 52 zbrojnych grupkach. Już od kwietnia 1947 z rozkazu Stanisława Radkiewicza wykonywano wyroki śmierci na osobach, które były objęte amnestią.

## Skutki
W wyniku amnestii z 1947 praktycznie przestało istnieć zorganizowane podziemie zbrojne w kraju. Dzięki informacjom uzyskanym przez UB od ujawniających się ludzi przyspieszyła akcja wykrywania i niszczenia pozostałych grup partyzantów. Funkcjonariusze służb bezpieczeństwa wcale nie myśleli stosować się do uchwalonych przez siebie praw. Gdy tylko zaprzestano wykonywać amnestię, natychmiast przystąpiono do analizy zebranego materiału, a następnie do aresztowań osób ujawnionych, pod zarzutem dalszego prowadzenia działalności antypaństwowej. Ludzie ujawnieni w 1947 w latach 1948-50 byli często ponownie aresztowani i skazywani za czyny objęte ową amnestią. Zapadały często wysokie wyroki, zgodnie z artykułem 6. amnestii pozostawiono jednak taką możliwość wobec działalności uprzednio zagrożonej karą śmierci lub dożywocia. Część osób ponownie zeszła do podziemia, rzadko jednak organizując zbrojny opór.